# 지로프트 문명

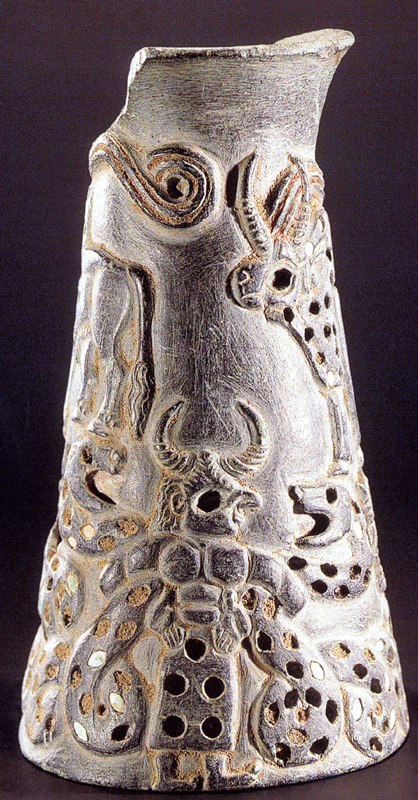
뱀들과 싸우는 "두 개의 뿔이 달린" 인물이 묘사되어 있는 엘람 유물: 이 엘람 유물은 유물 거래상이 이란에서 터키로 밀반출하는 도중에 이란의 국경 수비대가 발견하여 몰수한 것이다. 이 유물의 양식은 지로프트의 것으로 판정되었다.

"지로프트 문명(Jiroft civilization)" 또는 "지로프트 문화(Jiroft culture)"는 지금의 이란의 시스탄오발루체스탄 주와 케르만 주에 존재하였다는 청동기 시대 초기(기원전 제3천년기 후반)의 가설적인 고고학적 문명이다. "지로프트 문명" 가설은, 현재 많은 학자들이 이란 중남부의 지로프트 지역에서 나온 것이라고 인정하고 있는, 2001년에 이란 정부에 의해 몰수된 일군의 유물들에 근거하고 있는데, 2001년부터 이란의 온라인 뉴스 방송에서 이 유물들에 대한 보도가 나오기 시작하였다.
지로프트 문명의 표준 유적(type site)으로 제안된 유적지는 지로프트 근처에 있는 할릴 강(Halil River) 지역의 코나르 산달(Konar Sandal)이다. 이 유적지 외에 지로프트 문명과 관계가 있는 다른 중요한 유적지로는 샤흐리 에 수흐테(불타버린 도시), 테페 밤푸르(Tepe Bampur), 데스피에데즈(Espiedej), 샤다드(Shahdad), 이블리스(Iblis), 테페 야야(Tepe Yahya)가 있다.
이 유적지들을 묶어서 서쪽의 엘람 문명과 동쪽의 인더스 문명의 사이에 존재하는 "자신들만의 고유한 구조와 언어를 가진 독립적인 청동기 시대 문명"이라고 하는 가설을 내놓은 학자는 지로프트의 고고학 발굴팀의 총책임자였던 유세프 마지드자데(Yousef Majidzadeh)이다. 그는 이 유적지들이 잃어버린 아라타 왕국(Aratta Kingdom)이라고 추정하고 있다. 그러나 모든 학자들이 이 추정 또는 결론에 동의한 것은 아니며, 회의적인 입장을 가진 학자들이 있다. 예를 들어, 다니엘 포츠(Daniel T. Potts)와 파오트르 슈타인켈러(Piotr Steinkeller)와 같은 학자들은 코나르 산달이 엘람 본토의 동쪽에 있었던 것이 확실시되는 도시 국가 마르하시(Marhashi)와 연결된다고 추정하고 있다.

## 참고 문헌
- 《Jiroft, Fabuleuse Decouverte en Iran》, Dossiers Archeologica 287, October 2003.
- Yousef Mazidzadeh, 《Jiroft earliest oriental civilization》 (2004).
- O. White Muscarella, 《Jiroft and “Jiroft-Aratta”: A Review Article of Yousef Madjidzadeh, Jiroft: The Earliest Oriental Civilization》, Bulletin of the Asia Institute 15 (2005) 173-198.
- Andrew Lawler, "Ancient Writing or Modern Fakery?", Science 3 August 2007: Vol. 317. no. 5838, pp. 588 – 589.
- Andrew Lawler, 《Iranian Dig Opens Window on New Civilization》, Science 21 May 2004: Vol. 304. no. 5674, pp. 1096–1097.
- M.R. Maheri, 《The Early Civilizations Of Kerman》 (تمدّن های نخستین کرمان), Markaze Kerman Shenasaee (2000), 1st edition, ISBN 964-6487-21-1